# Ronny (futebolista)
Ronny Heberson Furtado de Araújo, mais conhecido como Ronny, (Fortaleza, 11 de maio de 1986) é um ex-futebolista brasileiro que atuava como lateral-esquerdo e meia. Seu último clube foi o Novi Pazar/Marathon da Alemanha. 
Em novembro de 2006, jogando pelo Sporting no Campeonato Português, Ronny deu um chute com suposta velocidade de 222 km/h durante um jogo contra o Naval. O lance não foi medido oficialmente e a velocidade foi calculada por análise do vídeo e não por equipamentos instalados no campo. Pelo cálculo, a bola percorreu 16,5 metros em menos de 27 centésimos de segundo. O Guinness Book registra um chute de 129 km/h como recordista.

## Carreira

### Início
Ronny começou no futsal da AABB. De lá, foi levado para os juvenis do Fortaleza, pelo treinador Jurandir Alves. Ele fez apenas duas partidas pelos amadores do Leão. Numa delas, o empresário Alex Duarte o viu em ação e o contratou para o Juventus, que mantinha uma parceria com o Corinthians, em termos de revelação de jogadores. Daí ele fez a ponte do Moleque Travesso para o Timão.

### Corinthians
Nos amadores do clube paulista, ele foi revelado pelo técnico Zé Augusto, mas quem teve coragem de lançá-lo no time principal foi o treinador Tite. Ronny foi integrado ao elenco principal do Corinthians em 2004, se tornando o reserva imediato de Gustavo Nery. Foi campeão brasileiro de 2005, inclusive marcando um gol de falta contra o Brasiliense naquele ano. Apesar de ter atuado em poucas partidas, já despertava a atenção do mercado internacional, principalmente pelo chute forte. Quando o contrato terminou em 2006, clubes como Manchester City, PSV Eindhoven, Paris Saint-Germain e Valência estavam interessados na sua contratação.

### Sporting
O Sporting saiu na frente da concorrência e assinou contrato com o promissor ala brasileiro por 4 anos (até 2010). Lá, teve dificuldade de adaptação e passou a maior parte do tempo entre os reservas.

### União de Leiria
Foi emprestado em 2009 ao União de Leiria, onde subiu bastante de rendimento com vários gols e assistências, sendo titular indiscutível como lateral esquerdo ou como médio interior esquerdo.

### Hertha Berlim
Ao término do contrato com o Sporting, assinou com o Hertha Berlim, da Alemanha, a custo zero. Lá, jogou ao lado irmão Raffael. Pelo time alemão, Ronny conquistou a vaga de titular e foi um dos destaques, ao lado do irmão, da temporada 2010/2011, quando o clube garantiu o retorno à elite do futebol alemão. Marcou dois gols e deu cinco assistências na segunda divisão daquele ano.

### Fortaleza
No dia 18 de março de 2017, o Fortaleza anunciou a contratação do meia e lateral-esquerdo Ronny.

### 1. FC Novi Pazar Berlin
Em agosto de 2020, Ronny retornou ao futebol profissional e assinou um contrato com o clube 1. FC Novi Pazar, da sexta divisão de Berlim.

## Seleção Brasileira

### Sub-17
Foi convocado em 2003 para a Seleção Brasileira Sub-17, onde sagrou-se Campeão do Mundo da categoria.

## Vida pessoal
É filho do ex-lateral-direito brasileiro Francisco Caetano, que atuou por Ceará e Fortaleza. Seu irmão mais velho, Raffael, atuou pelas categorias de base da Juventus, atualmente, joga no Borussia Mönchengladbach.
Quando jogou pela Seleção Brasileira Sub-17, Ronny tinha o apelido de “Tody”. Mas no futebol europeu, ganhou uma alcunha mais poderosa: “Homem-Bomba”, por conta do chute forte, lembrando o ídolo, o também lateral esquerdo Roberto Carlos.

## Estatísticas
Até 13 de dezembro de 2015.

### Clubes
| Clube             | Temporada         | Campeonato nacional | Campeonato nacional | Campeonato nacional | Copa nacional[a] | Copa nacional[a] | Copa nacional[a] | Competições continentais[b] | Competições continentais[b] | Competições continentais[b] | Outros torneios[c] | Outros torneios[c] | Outros torneios[c] | Total | Total | Total   |
| Clube             | Temporada         | Jogos               | Gols                | Assist.             | Jogos            | Gols             | Assist.          | Jogos                       | Gols                        | Assist.                     | Jogos              | Gols               | Assist.            | Jogos | Gols  | Assist. |
| ----------------- | ----------------- | ------------------- | ------------------- | ------------------- | ---------------- | ---------------- | ---------------- | --------------------------- | --------------------------- | --------------------------- | ------------------ | ------------------ | ------------------ | ----- | ----- | ------- |
| Corinthians       | 2004              | 0                   | 0                   | 0                   | 0                | 0                | 0                | —                           | —                           | —                           | 0                  | 0                  | 0                  | 0     | 0     | 0       |
| Corinthians       | 2005              | 6                   | 1                   | 0                   | 0                | 0                | 0                | 3                           | 1                           | 0                           | 0                  | 0                  | 0                  | 9     | 2     | 0       |
| Corinthians       | 2006              | 0                   | 0                   | 0                   | —                | —                | —                | 0                           | 0                           | 0                           | 0                  | 0                  | 0                  | 0     | 0     | 0       |
| Corinthians       | Total             | 6                   | 1                   | 0                   | 0                | 0                | 0                | 3                           | 1                           | 0                           | 0                  | 0                  | 0                  | 9     | 2     | 0       |
| Sporting          | 2006–07           | 12                  | 1                   | 1                   | —                | —                | —                | 1                           | 0                           | 1                           | —                  | —                  | —                  | 13    | 1     | 2       |
| Sporting          | 2007–08           | 20                  | 0                   | 4                   | 0                | 0                | 0                | 6                           | 0                           | 2                           | 1                  | 0                  | 0                  | 27    | 0     | 6       |
| Sporting          | 2008–09           | 6                   | 0                   | 2                   | 2                | 0                | 0                | 0                           | 0                           | 0                           | —                  | —                  | —                  | 8     | 0     | 2       |
| Sporting          | Total             | 38                  | 1                   | 7                   | 2                | 0                | 0                | 7                           | 0                           | 3                           | 1                  | 0                  | 0                  | 48    | 1     | 10      |
| União de Leiria   | 2009–10           | 17                  | 3                   | 2                   | 6                | 1                | 0                | —                           | —                           | —                           | —                  | —                  | —                  | 23    | 4     | 2       |
| União de Leiria   | Total             | 17                  | 3                   | 2                   | 6                | 1                | 0                | 0                           | 0                           | 0                           | 0                  | 0                  | 0                  | 23    | 4     | 2       |
| Hertha Berlim     | 2010–11           | 22                  | 2                   | 5                   | 1                | 0                | 0                | —                           | —                           | —                           | —                  | —                  | —                  | 23    | 2     | 5       |
| Hertha Berlim     | 2011–12           | 12                  | 0                   | 1                   | 4                | 0                | 1                | —                           | —                           | —                           | —                  | —                  | —                  | 16    | 0     | 2       |
| Hertha Berlim     | 2012–13           | 33                  | 18                  | 14                  | 1                | 0                | 0                | —                           | —                           | —                           | —                  | —                  | —                  | 34    | 18    | 14      |
| Hertha Berlim     | 2013–14           | 27                  | 4                   | 4                   | 1                | 0                | 0                | —                           | —                           | —                           | —                  | —                  | —                  | 28    | 4     | 4       |
| Hertha Berlim     | 2014–15           | 19                  | 3                   | 2                   | 2                | 1                | 1                | —                           | —                           | —                           | —                  | —                  | —                  | 21    | 4     | 3       |
| Hertha Berlim     | 2015–16           | 1                   | 0                   | 0                   | 0                | 0                | 0                | —                           | —                           | —                           | —                  | —                  | —                  | 1     | 0     | 0       |
| Hertha Berlim     | Total             | 114                 | 27                  | 26                  | 9                | 1                | 2                | 0                           | 0                           | 0                           | 0                  | 0                  | 0                  | 123   | 28    | 28      |
| Hertha Berlim II  | 2015–16           | 2                   | 0                   | 0                   | —                | —                | —                | —                           | —                           | —                           | —                  | —                  | —                  | 2     | 0     | 0       |
| Hertha Berlim II  | Total             | 2                   | 0                   | 0                   | 0                | 0                | 0                | 0                           | 0                           | 0                           | 0                  | 0                  | 0                  | 2     | 0     | 0       |
| Total na carreira | Total na carreira | 177                 | 32                  | 35                  | 17               | 2                | 2                | 10                          | 1                           | 3                           | 1                  | 0                  | 0                  | 205   | 35    | 40      |

- a. ^ Jogos da Copa do Brasil, Taça da Liga, Taça de Portugal e Copa da Alemanha
- b. ^ Jogos da Copa Sul-Americana, Copa Libertadores da América, Liga dos Campeões da UEFA e Liga Europa da UEFA
- c. ^ Jogos do Campeonato Paulista e Supertaça Cândido de Oliveira

### Seleção Brasileira
Abaixo estão listados todos jogos e gols do futebolista pela Seleção Brasileira, desde as categorias de base. Abaixo da tabela, clique em expandir para ver a lista detalhada dos jogos de acordo com a categoria selecionada.
Sub-17
| Ano   |       |      |         |       |
| Ano   | Jogos | Gols | Assist. | Média |
| ----- | ----- | ---- | ------- | ----- |
| 2003  | 3     | 0    | 0       | 0     |
| Total | 3     | 0    | 0       | 0     |

Sub-20
| Ano   |       |      |         |       |
| Ano   | Jogos | Gols | Assist. | Média |
| ----- | ----- | ---- | ------- | ----- |
| 2005  | 0     | 0    | 0       | 0     |
| 2006  | 0     | 0    | 0       | 0     |
| Total | 0     | 0    | 0       | 0     |

## Títulos
Corinthians
- Campeonato Brasileiro: 2005

Sporting
- Taça de Portugal: 2006-07, 2007-08
- Supertaça de Portugal: 2006-07, 2007-08

Hertha Berlim
- Campeonato Alemão - Série B: 2010-11

Seleção Brasileira
- Campeonato Mundial Sub-17: 2003